# Micropygus vagans
Micropygus vagans är en tvåvingeart som beskrevs av Octave Parent 1933. Micropygus vagans ingår i släktet Micropygus och familjen styltflugor. Inga underarter finns listade i Catalogue of Life.